# Alejandro González Velázquez

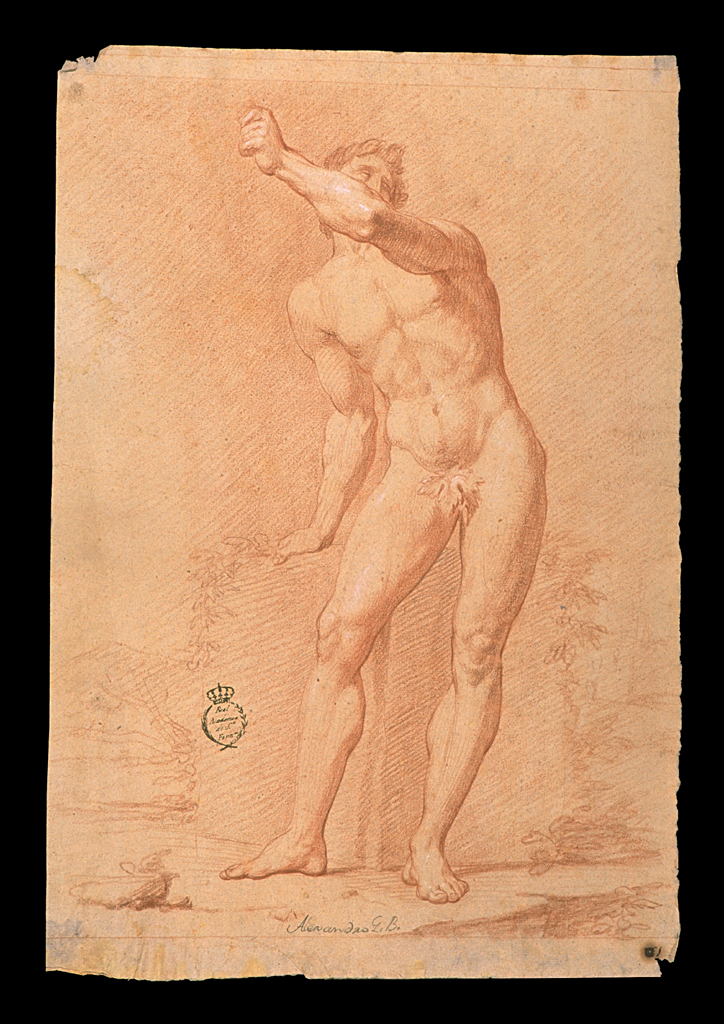
Desnudo masculino en pie apoyando la mano derecha en un bloque mientras eleva el brazo izquierdo, dibujo, 475 x 325 mm, Madrid, Biblioteca de la Universidad Complutense de Madrid.

Alejandro González Velázquez (1719-1772) fue un arquitecto y pintor español, hijo de Pablo González Velázquez y hermano de los también pintores Luis y Antonio González Velázquez.

## Biografía y obra
Nacido en Madrid el 27 de febrero de 1719, estudió en la Junta Preparatoria para la constitución de la Real Academia de Bellas Artes de San Fernando. Trabajó a las órdenes de Santiago Bonavía en las decoraciones del Real Coliseo del Buen Retiro y en el Real Sitio de San Ildefonso, formándose en la técnica italiana de la quadratura. En Aranjuez trabajó durante tres años según Ceán Bermúdez en los planes generales coloreados que luego firmaría Bonavía.
En colaboración con su hermano Luis pintó las decoraciones murales de numerosas iglesias madrileñas, entre ellas las de la capilla de Santa Teresa en el convento de San Hermenegildo, actual parroquia de San José, y las de la iglesia del convento de monjas bernardas del Sacramento, correspondiendo en ellas a Alejandro la pintura de las arquitecturas fingidas y a Luis las figuras. En 1752, al constituirse oficialmente la Academia de Bellas Artes, fue nombrado teniente director de arquitectura. Al año siguiente, al retornar Antonio de Italia, los tres hermanos se encargaron de las pinturas al fresco de la cúpula y pechinas del convento de las Salesas Reales bajo la dirección de Corrado Giaquinto. Especializado en la pintura ornamental, en 1766 fue nombrado director de la nueva sección de Perspectiva en la Academia de Bellas Artes. 
Como arquitecto, huyendo del recargado gusto riberesco pero sin alcanzar la necesaria sencillez, según afirmaba Ceán, proporcionó las trazas para la remodelación de la iglesia del convento de monjas bernardas llamadas Vallecas en la calle de Alcalá, encargándose así mismo de las trazas de sus retablos; son suyas también las trazas del retablo mayor de la iglesia de Alpajés en Aranjuez, donde colaboró nuevamente con Bonavía, y el de las monjas justinianas de Cuenca, donde también se encargó de los planes generales del templo y de la pintura de sus bóvedas. 
Entre sus discípulos destacó su propio hijo José Antonio, primer director de arquitectura en la Real Academia de San Carlos de México.